# Даун, Леопольд Йозеф
Граф Леопольд Йозеф фон Даун, князь Тиано (нем. Leopold Joseph Graf Daun, Fürst von Thiano; 24 сентября 1705, Вена, Австрия — 5 февраля 1766, Вена) — австрийский военачальник, генерал-фельдмаршал, президент Гофкригсрата (1762—1766). С 1758 по 1763 годы — главнокомандующий австрийскими войсками в Семилетней войне.

## Биография
Вопреки желанию отца, графа Вириха Филиппа фон Дауна, также австрийского фельдмаршала, сделать из сына священнослужителя, поступил на военную службу. Получил боевое крещение на войне против испанцев в Сицилии в 1718 году. Родственные связи облегчили быструю карьеру: в войне за польское наследство, в Италии, он уже полковник под началом собственного отца, в войне против турок 1737—1739 годов — генерал-майор.
В войне за австрийское наследство сумел отличиться в битвах при Гогенфридберге и Сооре, был произведён в фельдцейхмейстеры.
После войны возглавил реорганизацию австрийской армии, подарив ей в 1749 году единый устав, а 14 декабря 1751 года — Военную академию, став её первым директором. В 1753 году награждается Орденом Золотого руна, 7 июля 1754 года был произведён в фельдмаршалы. Через свою жену, вдову графа Ностица, имел сильные связи при дворе, пользовался неизменными расположением и доверием Марии Терезии.
Семилетнюю войну встретил в Моравии. Придя на помощь австрийским войскам, осаждённым в Праге, разбил 18 июня 1757 года пруссаков при Колине. Фридриху II пришлось, после проигранной битвы, уйти из Богемии. Победа при Колине разрушила миф о непобедимости прусского короля. В ознаменование её Марией Терезией был учреждён орден, получивший её имя. Фельдмаршал Даун стал первым военачальником, получившим большой крест этого ордена.
Совместно с главнокомандующим принцем Карлом Лотарингским 22 ноября 1757 года разбил при Бреслау войска герцога Бевернского. 5 декабря 1757 года армия Карла Лотарингского и Дауна понесла сокрушительное поражение в битве при Лейтене, после которого Карл Лотарингский сложил с себя командование австрийскими войсками. Новым главнокомандующим стал Даун.

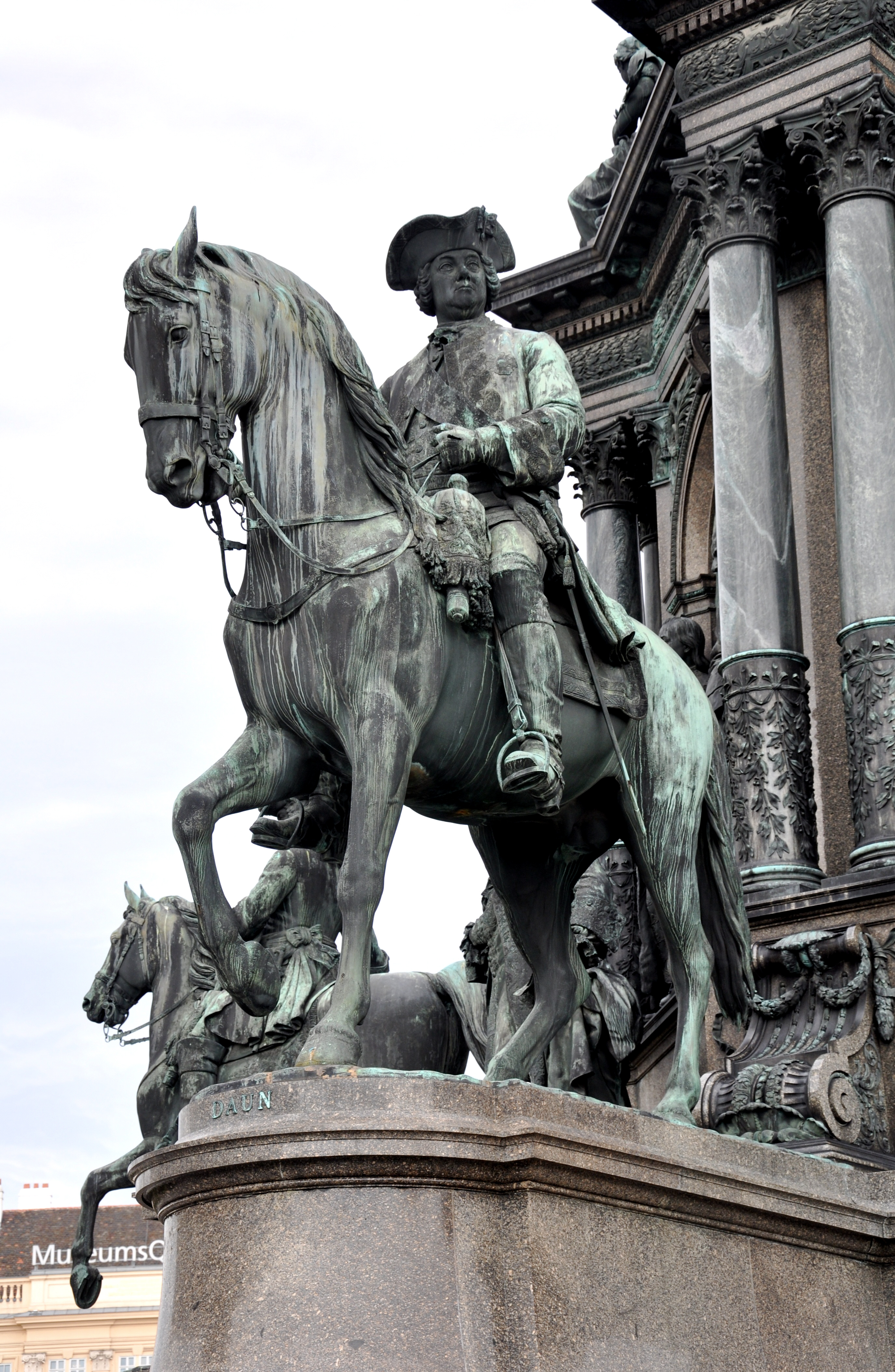
Памятник в Вене

С именем Дауна связана победа над Фридрихом II при Хохкирхе 14 октября 1758 года, не использованная им самим из-за свойственной ему чрезмерной осторожности, в награду за эту победу русская императрица Елизавета прислала ему золотую шпагу, украшенную бриллиантами, и пленение корпуса Финка в сражении при Максене 20 ноября 1759 года. 5 ноября 1760 года проиграл битву при Торгау, в которой был тяжело ранен. Отбыв для поправки в Вену, отсутствовал в действующей армии до 1762 года. После возвращения в действующую армию, в том же 1762 году потерпел поражения в битвах при Буркерсдорфе (21 июля) и Райхенбахе (16 августа).
Став ещё во время войны президентом Гофкригсрата, после войны и до самой смерти в 1766 году продолжал начатую им в 1740-е годы работу по реорганизации австрийской армии.
Был искусным мастером тактики, маневрирования, имел славу прекрасного организатора, полководца, чьи решения были всегда взвешены и до последних деталей продуманы. Оборотной стороной этих качеств являлись нерешительность и медлительность, приводившие нередко к неиспользованию, как это случилось, например, при Хохкирхе, благоприятных возможностей для развития успеха. Современниками был прозван австрийским Фабием Кунктатором. В лице «непредсказуемого» Фридриха, представлявшего, предвосхищающую наполеоновские войны, новую школу полководческого искусства, имел опасного противника, перед которым нередко пасовал. Русскими союзниками небезосновательно обвинялся в стремлении выиграть войну русской кровью. Завидуя Лаудону, чья популярность в австрийских войсках была выше его собственной, в противовес всемерно способствовал карьере и возвышению Ласси, который и стал его преемником на посту президента Гофкригсрата.